# Little Witch Academia
Little Witch Academia (jap. リトルウィッチアカデミア Ritoru Witchi Akademia) – seria anime wykreowana przez Yō Yoshinariego i wyprodukowana przez studio Trigger. Pierwszy film krótkometrażowy z serii ze scenariuszem Masahiko Otsuki powstał jako część kursu dla młodych animatorów i ukazał się w kinach 2 marca 2013, a 19 kwietnia został wyemitowany w serwisie YouTube z angielskimi napisami. Drugi film krótkometrażowy o podtytule The Enchanted Parade, częściowo ufundowany ze zbiórki na portalu Kickstarter, ukazał się 9 października 2015 roku. Serial anime był emitowany w Japonii w okresie od stycznia do czerwca 2017, gdzie dodatkowo od 30 czerwca pierwsze 13 odcinków zostało udostępnionych globalnie na platformie Netflix. Pozostałe 12, oznaczonych już jako sezon drugi, zostało udostępnionych 15 sierpnia tego samego roku. Ponadto zostały opublikowane dwie serie mang przez wydawnictwo Shūeisha.
W Polsce jedna z mang z serii została wydana przez Studio JG.

## Fabuła
Akcja Little Witch Academia rozgrywa się w Magicznej Akademii Luna Nova (jap. ルーナノヴァ魔法学校 Rūna Nova Mahō Gakkō), prestiżowej szkole dla młodych dziewcząt chcących zostać czarownicami. Zainspirowana występami słynnej wiedźmy Lśniącej Chariot, młoda dziewczyna o imieniu Atsuko Kagari i przezwisku Akko rekrutuje się do akademii z zamiarem zostania równie znaną czarownicą. Niestety cierpi ona ze względu na swoje niemagiczne pochodzenie. Zmienia się to, gdy znajduje tak zwaną Lśniącą Różdżkę, potężny magiczny artefakt należący niegdyś do Chariot.
Jednym z głównych tematów franczyzy jest próba życia Akko zgodnie z ideałami Chariot poprzez pokazywanie światu magii jako rzeczy wciąż fascynującej i cudownej. Kontrastuje to z borykającą się z problemami finansowymi akademią, która traci uczennice i jest przedstawiana jako relikt przeszłości. Samą magię zaś coraz częściej przedstawia się jako przestarzałe i niepraktyczne sztuczki, a jej siła słabnie na całym świecie z roku na rok. Klucz do przywrócenia jej potęgi został ukryty w zakazanym lesie Arkturus i zapieczętowany w magicznej kapsule zwanej Wielkim Triskelionem. Został on utworzony przez dziewięć prastarych wiedźm, legendarnych założycielek akademii.
Do zdjęcia pieczęci konieczne jest sekwencja siedmiu magicznych słów zwanych słowami Arkturusa oraz Lśniąca Różdżka, która może być używana wyłącznie przez osobę, która szczerze pragnie szerzyć radość i szczęście. Kiedy Akko udaje się opanować różdżkę, Chariot (ukrywająca się jako jedna z nauczycielek w akademii i poprzednia właścicielka różdżki) próbuje ją prowadzić tak, by była w stanie odkrywać kolejne słowa Arkturusa i przywrócić magię światu. Na jej drodze staje jednak Croix – dawna przyjaciółka Chariot, a obecnie mistrzyni technomagii – która pożąda mocy Triskeliona dla samej siebie. Niegdyś odrzucona przez Lśniącą Różdżkę przy próbie jej użycia, próbuje na własną rękę złamać pieczęć oraz pozbyć się zarówno Akko, jak i dawnej przyjaciółki.

## Bohaterowie
- Atsuko „Akko” Kagari (jap. カガリ アツコ (アッコ) Kagari Atsuko (Akko))

Seiyū: Megumi Han (japoński), Erica Mendez (angielski), Zuzanna Galia (polski)
Główna protagonistka. Akko jest pełną energii, optymistyczną, ale niezwykle impulsywną japońską nastolatką, która uczęszcza do akademii Luna Nova zainspirowana wiedźmą Lśniącą Chariot. Ponieważ pochodzi z niemagicznej rodziny, ma duże problemy w opanowaniu magii, a ponadto jest zawiedziona lekceważącym stosunkiem większości uczennic do pokazów Chariot. Jednak jej niezachwiana wiara w magię oraz chęć używania jej dla dobra innych pozwoliły jej używać Lśniącej Różdżki i stopniowo odkrywać jej talent.
- Lotte Jansson (jap. ロッテ・ヤンソン Rotte Yanson)

Seiyū: Fumiko Orikasa (japoński), Stephanie Sheh (angielski), Jagoda Stach (polski)
Przyjaciółka i współlokatorka Akko, pochodzi z Finlandii. Z charakteru jest cicha i wycofana, zawsze martwi się o Akko i jej kolejne wymysły. Ma krótkie pomarańczowe włosy i nosi okulary-połówki. Jej magiczne umiejętności skupiają się na komunikacji z wróżkami i duszkami mieszkającymi w starych, zużytych przedmiotach.
- Sucy Manbavaran (jap. スーシィ・マンババラン Sūshi Manbabaran)

Seiyū: Michiyo Murase (japoński), Rachelle Heger (angielski), Dorota Furtak (polski)
Również przyjaciółka i druga współlokatorka Akko, pochodzi z Filipin. Cyniczna i złośliwa, specjalizuje się w tworzeniu mikstur i eliksirów o różnorakim działaniu, które testuje na swoich znajomych. Szczególnie interesują ją grzyby. Jest szczupła, ma długie szare włosy i duże, czerwone oczy.
- Ursula Callistis (jap. アーシュラ・カリスティス Āshura Karisutisu) / Chariot du Nord (jap. シャリオ・デュノール Shario dyu Nōru)

Seiyū: Noriko Hidaka (japoński), Alexis Nichols (angielski), Julia Kołakowska (polski)
Nauczycielka astrologii w akademii Luna Nova ukrywająca swoją prawdziwą tożsamość Lśniącej Shariot, pochodzi z Francji. To ona zainspirowała Akko do zostania wiedźmą. Marzeniem jej życia było nieść radość do serc wszystkich ludzi, ale została oszukana przez dawną przyjaciółkę, która nakłoniła ją do użycia czaru odbierającego innym magię. W wyniku tego zaklęcia wiele osób straciło swoje naturalne magiczne umiejętności, w tym Akko. Widząc, co zrobiła, Chariot wyrzekła się mocy Lśniącej Różdżki. Na akademii wspiera pannę Kagari w jej pragnieniu zostania wiedźmą i delikatnie prowadzi do odkrywania kolejnych słów Arkturusa. Jej celem jest odkupienie własnych win poprzez umożliwienie Akko złamania pieczęci Triskeliona i uwolnienia magii zmieniającej świat. Jest wysoka, szczupła, ma lśniąco czerwone włosy, które jako nauczycielka ukrywa pod niebieskim odcieniem.
- Diana Cavendish (jap. ダイアナ・キャベンディッシュ Daiana Kyabendisshu)

Seiyū: Yōko Hikasa (japoński), Laura Post (angielski), Aleksandra Radwan (polski)
Najlepsza uczennica w akademii Luna Nova, brytyjka pochodząca ze starożytnego rodu Cavendishów. Jest podziwiana za swoje umiejętności zarówno przez większość pozostałych uczennic, jak i nauczycielki. Ma bardzo wyniosły i arogancki charakter, pogardza Akko za jej impulsywność, słabe umiejętności i uwielbienie dla Lśniącej Shariot. Mimo to sama była jej fanką w dzieciństwie, co mocno ukrywa. Ma długie kręcone jasnoblond włosy i jasnoniebieskie oczy.
- Amanda O'Neill (jap. アマンダ・オニール Amanda Onīru)

Seiyū: Arisa Shida (japoński), Marianne Miller (angielski), Karolina Bacia (polski)
Koleżanka Akko, zbuntowana i niesubordynowana, pochodzi ze Stanów Zjednoczonych, ale posiada irlandzkie korzenie. Zasłynęła z próby kradzieży cennych magicznych  artefaktów. Mistrzowsko lata na miotle, świetnie tańczy i posiada ogromne zdolności akrobatyczne. Ma pomarańczowo-różowe włosy oraz szczupłą, wysportowaną sylwetkę. Jej cechą charakterystyczną jest noszenie trampek zamiast tradycyjnych butów wiedźm.
- Constanze Amalie von Braunschbank Albrechtsberger (jap. コンスタンツェ・アマーリエ・フォン・ブラウンシュバンク＝アルブレヒツベルガ Konsutantse Amārie fon Buraunshubanku-Aruburehitsuberugā)

Seiyū: Rie Murakawa (japoński), Jennifer Alyx (angielski)
Cicha, zamknięta w sobie uczennica pochodząca z Niemiec, współlokatorka Amandy. Łączy magię z technologią, spod jej ręki wychodzą liczne maszyny, oficjalnie zakazane na terenie akademii. Posiada ukryte laboratorium, w którym w samotności pracuje nad swoimi kolejnymi wynalazkami. Jest niska, ma ciemne włosy spięte w kucyk związany wstążką. Niemal w ogóle nie mówi, jej myśli i życzenia przekazują podążające za nią roboty własnej konstrukcji.
- Jasminka Antonenko (jap. ヤスミンカ・アントネンコ Yasuminka Antonenko)

Seiyū: Reina Ueda (japoński), Stephanie Sheh (angielski)
Przyjacielska i wyluzowana współlokatorka Amandy i Constanze pochodząca z Rosji. Jej specjalnością jest magia kulinarna, sama niemal cały czas coś je. Ma to uzasadnienie w tym, że została na nią w dzieciństwie rzucona klątwa i by nie zbudzić tkwiącego w niej demona musi co chwilę coś jeść. Chętnie dzieli się słodyczami i przekąskami z koleżankami. Ma masywną budowę ciała i różowe włosy spięte w dwa sięgające za ramiona warkocze.
- Croix Meridies (jap. クロワ・メリディエス Kurowa Meridiesu)

Seiyū: Junko Takeuchi (japoński), Caitlyn Elizabeth (angielski), Elżbieta Jędrzejewska (polski)
Główna antagonistka w telewizyjnym anime, dawna przyjaciółka Lśniącej Chariot ze szkolnych lat, pochodzi z Włoch. Do tej pory nie pozbyła się urazy po odrzuceniu przez Lśniącą Różdżkę, od tamtej pory na własną rękę próbuje złamać Triskelion. Do akademii Luna Nova wraca jako nauczycielka technomagii, która jest jej pasją. Włada potężną mocą i jest bezwzględna w dążeniu do swoich celów, jednak częściej używa podstępu niż otwarcie staje do walki. Jest wysoka, szczupła, ma krótkie, zaczesane do góry szare włosy oraz zielone oczy.

## Manga
One-shot na podstawie anime, narysowany przez Terio Teri, został opublikowany w magazynie „Ultra Jump” wydawnictwa Shūeisha 19 sierpnia 2013 roku.
Krótka seria mangi, również ilustrowana przez Terio Teri, pojawiła się w magazynie „Ultra Jump” od 19 sierpnia 2015 do 22 listopada 2015 roku. Rozdziały tej mangi zostały skompilowane w pojedynczym tomie 19 stycznia 2016.
Kolejna seria, ilustrowana tym razem przez Yukę Fujiwarę, zatytułowana Little Witch Academia: Tsukiyo no ōkan (jap. リトルウィッチアカデミア 月夜の王冠), zaczęła ukazywać się w magazynie „Ribon” wydawnictwa Shūeisha od 3 września 2015 roku. Ostatni rozdział tej mangi ukazał się w tym magazynie 28 grudnia 2015 roku.
Ponadto, ukazała się także jeszcze jedna seria mangi, zatytułowana Little Witch Academia, której rysunki wykonał Keisuke Satō na podstawie scenariusza studia Trigger i Yō Yoshinariego. Kolejne rozdziały ukazywały się w czasopiśmie „Shōnen Ace” wydawnictwa Kadokawa od grudnia 2016 roku. Ostatni rozdział ukazał się 26 sierpnia 2018 roku. Ta seria mangi ukazała się w Polsce nakładem wydawnictwa Studio JG.

## Anime

### Filmy
Pierwszy film krótkometrażowy Little Witch Academia został wyprodukowany przez studio Trigger jako część projektu treningowego dla młodych animatorów Anime Mirai w 2013 roku, który wspiera finansowo młodych twórców, razem z innymi krótkometrażowymi produkcjami studiów Madhouse, Zexcs i Gonzo. Reżyserem i głównym twórcą był Yō Yoshinari, scenarzystą Masahiko Otsuka, a muzykę napisał Michiru Ōshima. Film ten, razem z innymi produkcjami powstałymi podczas Anime Mirai, pojawił się w 14 japońskich kinach 2 marca 2013 roku. Później 19 kwietnia studio Trigger opublikowało film na platformie Niconico oraz z angielskimi napisami w serwisach YouTube i Crunchyroll. Do momentu zdjęcia z serwisu w sierpniu 2013 roku w celu promocji wydania na płytach Blu-ray, wersja umieszczona na YouTube została obejrzana ponad 850 000 razy. Film ukazał się na płytach Blu-ray bez blokady regionalnej 24 października 2013 roku.
5 lipca 2013 roku na Anime Expo studio Trigger zapowiedziało kolejny film krótkometrażowy z serii pod tytułem Little Witch Academia: The Enchanted Parade. Film miał powstać w odpowiedzi na pozytywny odbiór pierwszego filmu z serii. Produkcja ruszyła w 2014 roku zaraz po wydaniu innego anime studia – Kill la Kill. Z początku studio posiadało fundusze na produkcję jedynie 20-minutowego odcinka, w związku z czym rozpoczęto zbiórkę pieniężną w serwisie Kickstarter na wydłużenie filmu do 50 minut. Zbiórka wystartowała 9 lipca 2013 roku i zebrała wymagane 150 000 dolarów w przeciągu pięciu godzin. Ostatecznie zebrano 625 518 dolarów. Gotowy film ukazał się na Anime Expo 2015 i został udostępniony dla wspierających z Kickstartera 3 lipca 2015 roku, zanim ukazał się w japońskich kinach 9 października.
Obydwa filmy zostały udostępnione na platformie Netflix z angielskimi napisami 15 grudnia 2015 roku.

### Serial telewizyjny
Serial anime Little Witch Academia został zapowiedziany 24 czerwca 2016 roku po emisji ostatniego epizodu Space Patrol Luluco. Był on emitowany w Japonii pomiędzy 9 stycznia a 26 czerwca 2017 roku. Pierwszy sezon jako czołówkę posiadał utwór Shiny Ray autorstwa YURiKA, a jako końcową sekwencję If You Follow the Stars (jap. 星を辿れば Hoshi o Tadoreba), którą utworzył Yuiko Ōhara. Drugi sezon posiadał już jako czołówkę Mind Conductor również autorstwa YURiKI, natomiast utwór sekwencji końcowej, także autorstwa Ōhary, nosi tytuł Invisible Wings (jap. 透明な翼 Tōmei na Tsubasa). Cała seria liczy 25 odcinków i została wydana na 9 płytach Blu-ray/DVD. Netflix rozpoczął udostępnianie pierwszego sezonu z angielskim dubbingiem od 30 lipca 2017 roku, a drugi sezon dołączył do platformy od 15 sierpnia.
Podczas wywiadów, Yoshinari powiedział, że chciałby stworzyć drugi sezon, który skupiałby się na historiach postaci takich jak Diana Cavendish i Amanda O'Neill. Reżyser chciałby również zrobić spin-off serii opowiadający o Lśniącej Chariot. Zasugerował również, że seria Night Fall z anime mogła by zostać wydana jako osobna seria mang.

#### Lista odcinków
| №  | Tytuł | Reżyseria          | Scenariusz                     | Premiera         |
| -- | --- | ------------------ | ------------------------------ | ---------------- |
| 1  | Wszystko od nowa Arata naru hajimari (新たなるはじまり)                                                       | Yoshihiro Miyajima | Michiru Shimada                | 9 stycznia 2017  |
| 2  | Trudne początki Papiriodia (パピリオディア)                                                                   | Masato Nakazono    | Michiru Shimada                | 16 stycznia 2017 |
| 3  | Teraz wam pokażę! Don’t Stop Me Now                                                                           | Keisuke Shinohara  | Kimiko Ueno                    | 23 stycznia 2017 |
| 4  | Zmrok Naito fōru (ナイトフォール)                                                                             | Yūichi Shimodaira  | Nanami Higuchi                 | 30 stycznia 2017 |
| 5  | Smoki Rūna Nova to shiroi ryū (ルーナノヴァと白い龍)                                                          | Kōji Aritomi       | Yū Satō Masahiko Ōtsuka        | 6 lutego 2017    |
| 6  | Fontanna Porarisu no izumi (ポラリスの泉)                                                                     | Yoshihiro Miyajima | Michiru Shimada                | 13 lutego 2017   |
| 7  | Śliska sprawa Orenji sabumarinā (オレンジサブマリナー)                                                        | Hideyuki Satake    | Kimiko Ueno                    | 20 lutego 2017   |
| 8  | Przygody Akko w grzybowej krainie Nemureru yume no Sūshii (眠れる夢のスーシィ)                                | Masato Nakazono    | Kimiko Ueno                    | 27 lutego 2017   |
| 9  | Kościsty uciekinier Buraitonberī andeddo kikō (ブライトンベリーアンデッド紀行)                                | Dai Seki           | Nanami Higuchi                 | 6 marca 2017     |
| 10 | Pszczele uczucie Hachi sawagi (蜂騒ぎ)                                                                        | Saori Tachibana    | Michiru Shimada                | 13 marca 2017    |
| 11 | Niebieski księżyc Burū mūn (ブルームーン)                                                                     | Yūichi Shimodaira  | Michiru Shimada                | 20 marca 2017    |
| 12 | Marzenia What You Will                                                                                        | Yoshihiro Miyajima | Michiru Shimada                | 27 marca 2017    |
| 13 | Festiwal Magii Samhain Samuhain no mahō (サムハインの魔法)                                                    | Hideyuki Satake    | Michiru Shimada                | 3 kwietnia 2017  |
| 14 | Współczesna magia Nyū eiji majikku (ニューエイジマジック)                                                     | Masato Nakazono    | Kimiko Ueno                    | 10 kwietnia 2017 |
| 15 | Ognista Chariot Chariotto obu faia (チャリオット・オブ・ファイア)                                             | Yūsuke Suzuki      | Michiru Shimada                | 17 kwietnia 2017 |
| 16 | Misja w Pohjoli Pohoyora no shiren (ポホヨラの試練)                                                           | Yoshinari Suzuki   | Kimiko Ueno                    | 24 kwietnia 2017 |
| 17 | Amanda O’Neill i Święty Graal Amanda Onīru ando hōrī gureiru (アマンダ・オニール・アンド・ホーリー・グレイル) | Yoshiyuki Kaneko   | Yū Satō Masahiko Ōtsuka        | 1 maja 2017      |
| 18 | Statek w akcji Kūchū daisensō sutanshippu (空中大戦争スタンシップ)                                            | Yūichi Shimodaira  | Nanami Higuchi                 | 8 maja 2017      |
| 19 | Rodzina Cavendish Kyabendisshu (キャベンディッシュ)                                                           | Tatsumi Fujii      | Michiru Shimada Nanami Higuchi | 15 maja 2017     |
| 20 | Inteligentna i romantyczna Chisei to kansei (知性と感性)                                                      | Yoshihiro Miyajima | Michiru Shimada Nanami Higuchi | 22 maja 2017     |
| 21 | Dyscyplina Wagandia (ワガンディア)                                                                            | Takumi Shinoda     | Michiru Shimada                | 29 maja 2017     |
| 22 | Nasze dzisiejsze słowa Shario to kurowa (シャリオとクロワ)                                                    | Hideyuki Satake    | Kimiko Ueno Michiru Shimada    | 5 czerwca 2017   |
| 23 | Wczoraj Yesterday                                                                                             | Shigeki Awai       | Masahiko Ōtsuka                | 12 czerwca 2017  |
| 24 | Droga do Arkturusa Arukuturusu e no michi (アルクトゥルスへの道)                                              | Masato Nakazono    | Masahiko Ōtsuka                | 19 czerwca 2017  |
| 25 | Zmiana na krańcu świata Koto no ha no ki (言の葉の樹)                                                         | Yoshihiro Miyajima | Masahiko Ōtsuka                | 26 czerwca 2017  |

## Gra komputerowa
Gra komputerowa, wyprodukowana przez studio A+ Games, pod tytułem Little Witch Academia: Chamber of Time (jap. リトルウィッチアカデミア 時の魔法と七不思議 Ritoru Witchi Akademia: Toki no Mahō to Nana Fushigi) ukazała się w Japonii 30 listopada 2017 roku na konsolę PlayStation 4. Globalny debiut, jak i wydanie na platformę Steam nastąpiło 15 maja 2018 roku. Dodatkowa gra, Magical Warrior Gran Sharion (jap. 魔導戦士グランシャリオン Madō Senshi Gran Sharion), jest dostępna w Japonii jako bonus dla dokonujących zamówień przedpremierowych.

## Pozostałe
Krótkometrażowy crossover z Inferno Cop miał premierę na AnimeNEXT 13 czerwca 2015 roku i był również prezentowany na Anime Expo 2015 2 lipca. Zarówno Akko (w 13 odcinku), jak i Sucy (w 8 odcinku), wystąpiły również gościnnie w serialu anime studia Trigger pod tytułem Space Patrol Luluco.
Franczyza pojawiła się również w grze mobilnej Super Robot Wars X-Ω w formie ograniczonego czasowo wydarzenia. Historia opowiadała o tym, jak Akko z przyjaciółkami w trakcie polowania na czarodziejki zostały teleportowane do innego świata, gdzie dołączyły do postaci w Aura Battler Dunbine i Gurren Lagann przeżywając z nimi przygody w trakcie szukania sposobu na powrót do akademii.

## Odbiór
Franczyza spotkała się z dość ciepłym przyjęciem zarówno wśród recenzentów, jak i czytelników oraz widzów. W serwisie Goodreads pierwsza z serii mang rysowana przed Keisuke Sato posiada średnią ocenę 3.71/5, natomiast kolejne dwa tomy odpowiednio 3.45/5 i 3.5/5. W recenzji portalu Tanuki Manga pochwalono sympatyczne postacie, z których każda ma własny, niepowtarzalny styl oraz lekkie i zabawne dialogi.
Filmy i serial zebrały podobne noty – przedział ocen w serwisie Filmweb wyniósł od 7 do 7,5 w 10-stopniowej skali, natomiast w bazie IMDb noty oscylują pomiędzy 7,3 a 8 również w 10-stopniowej skali. Użytkownicy serwisu MyAnimeList ocenili serial na 8.03/10 chwaląc historię i postacie, ale krytykując przewidywalność i brak rozwoju bohaterów w trakcie odcinków.